# Планинарски дом Тара
Планинарски дом Тара, Калуђарске Баре је подигнут 1938. године, непосредно до пута Калуђерске Баре—Бајина Башта, на планини Тари, у оквиру Национални парк Тара. Грађен је за потребе Поште Краљевине Југославије, више пута је мењао име, а данас њиме руководи Планинарски савез Београда.

## Историјат
Планинарски дом Јавор су подигли политички прваци и трговци, заслужни за почетке развоја туризма на Тари-браћа Милоје и Милорад Рајаковић из Перућца. Дом је спратна грађевина мањих димензија начињена од борових талпи постављених на мањи камени темељ. У доњем делу су трпезаријски простор и помоћне просторије, у горњем су спаваће собе. Зграда располаже са шест соба (20 лежаја) и трпезаријом за 30 особа. У једној од последњих адаптација, на чеоном делу је дограђен мањи анекс за складиштење огревног материјала. Испред објекта је уређен простор за седење. Двоводни кров, претходно покривен црепом, у последњој реконструкцији је покривен сивим масивним салонит плочама. Од 2015. године Планинарски дом Јавор је променио име у Планинарски дом Тара.